# Péninsule d'Osa
La péninsule d'Osa (en espagnol : Península de Osa) est une péninsule du sud-ouest du Costa Rica, dans la province de Puntarenas. La péninsule est entourée par l'océan Pacifique à l'ouest, le Golfo Dulce à l'est et la baie de Coronado au nord. 
Elle constitue avec la péninsule de Nicoya une des deux péninsules les plus importantes du pays. 

## Description
La ville principale de la péninsule est Puerto Jimenez, qui possède son propre aéroport et offre un accès au parc national Corcovado ainsi que les villages côtiers de Cabo Matapalo et Carate.
La péninsule abrite au moins la moitié de toutes les espèces vivant au Costa Rica. 
Malgré sa taille relativement petite, on trouve au sein de la péninsule un grand nombre d'habitats tropicaux : des forêts pluvieuses, bosques lluviosos, humedales costeros, bosques de montaña, etc. 
C'est sur cette péninsule que se trouve le Parc national Corcovado, qui constitue la plus grande aire protégée du Costa Rica et qui, selon National Geographic, est « la zone biologiquement active la plus intense au monde ». C'est en réalité un des lieux avec la plus grande diversité de la planète. Depuis les années 1970, décennie de la création du parc, diverses autorités costaricaines et étrangères travaillent ensemble afin d'apporter une protection efficace aux ressources naturelles incluses dans cette péninsule. 
C'est là que se déroule l'action d’Oro[Quoi ?] de Cizia Zykë (1985).

## Communes et villages
- Puerto Jiménez
- Carate
- Rancho Quemado
- San Josecito
- Bahia Drake
- Cabo Matapalo
- La Palma
- Rincon